# Жданов, Иван Фёдорович
Ива́н Фёдорович Жда́нов (род. 16 января 1948, Чарышский район, Алтайский край) — русский советский и российский поэт.

## Биография
Иван Фёдорович Жданов родился 16 января 1948 года в селе Усть-Тулатинка Чарышского района Алтайского края, одиннадцатый ребёнок в семье крестьянина, раскулаченного и сосланного на Алтай [нет подтверждения]. Правда, сам поэт утверждает, что его предки были не ссыльными, а добровольными переселенцами начала XX века, при Столыпине, отец — из воронежских, мать — из тамбовских крестьян.
Когда Ивану было 12 лет, семья переехала в Барнаул, и в 16 лет Иван Жданов пошёл работать на завод «Трансмаш». Окончил вечернюю школу, первая публикация — в 1967 году в газете «Молодёжь Алтая». Далее завершил учёбу в Барнаульском пединституте.
Занимался в «Лаборатории первой книги» при Московской писательской организации, которой руководила Ольга Чугай. Активно участвовал в  неофициальной литературной жизни Москвы, начиная с 1975 года (совместное выступление в ЦДРИ Жданова, Александра Ерёменко и Алексея Парщикова, представленных Константином Кедровым).
Первая книга «Портрет» принесла Жданову всесоюзную славу, вышла в 1982 году и получила широкий резонанс в советской печати.
Иван Жданов — первый лауреат Премии Аполлона Григорьева Академии русской современной словесности (1997), лауреат литературно-кинематографической премии имени Арсения и Андрея Тарковских (2009). Эпизодически обращался также к поэтическому переводу и к эссеистике на литературные темы (в частности, о Державине, о Булгакове).
С 1998 года активно занимается фотографией. В 2002 году в галерее «Эксар» в Киеве проходит его выставка «Сквозь этот воздух смотрит на меня Бог» (куратор Юрий Косин). В 2003 году Жданов совместно с известным украинским фотохудожником Юрием Косиным организовал фотовыставку в Государственной Думе Российской Федерации. В 2008 году опубликовал фотографии и статью «Пейзаж как препятствие и фрагмент» в журнале Digital Camera, Москва.
В 2017 году Иван Жданов стал лауреатом Новой Пушкинской премии «За совокупный творческий вклад в отечественную культуру».
14 ноября 2018 года после конфликта с поэтом и литературоведом Виктором Альфредовичем Куллэ Жданов был госпитализирован с ножевым ранением в одну из больниц Москвы.
Живёт попеременно на Алтае, в Москве и в Крыму.

## Семья
Иван Жданов был женат на литературоведе и переводчице Ольге Власовой (1958—2020). У них двое детей — дочь Софья, работает педагогом в школе для детей, страдающих аутизмом; сын Фёдор — инвалид, страдающий аутизмом.

## Награды и премии
- Медаль Пушкина (1 декабря 2015 года) — за большие заслуги в развитии отечественной культуры и искусства, многолетнюю плодотворную деятельность[8].
- лауреат Премии Андрея Белого (1988);
- лауреат Премии Аполлона Григорьева Академии русской современной словесности (1997);
- лауреат литературно-кинематографической премии имени Арсения и Андрея Тарковских (2009);
- лауреат премии Алтайского края в области литературы, искусства, архитектуры и народного творчества (2016);
- лауреат Новой Пушкинской премии «За совокупный творческий вклад в отечественную культуру» (2017)[4].

## Исследования о творчестве
- Лексикон русской литературы XX века = Lexikon der russischen Literatur ab 1917 / В. Казак ; [пер. с нем.]. — М. : РИК «Культура», 1996. — XVIII, 491, [1] с. — 5000 экз. — ISBN 5-8334-0019-8.
- Кедров К. А. Метаметафора // Литературная учёба, 1984, № 1.
- Кедров К. А. Рожденье метаметафоры // «Поэтический космос». — М., 1989.
- Эпштейн М. Н. Парадоксы новизны: О литературном развитии XIX—XX веков. — М., 1988.
- Эпштейн М. Н. Летит полёт без птиц… К 70-летию поэта Ивана Жданова.
- Бондаренко В. Г. Преодолевая магическое язычество // Независимая газета. 19 октября 2006.
- Куницын В. Г. Переживаемое время // Литературная газета. 24 января 2018.
- Даенин Е. Е. Лирика, метафизика и пейзаж (о поэзии Ивана Жданова). // Новое время. — М., 2006, № 17.
- Славянский Николай. Вестник без вести // Новый мир, 1997, № 6.
- Иванова Е. Преодоление квадрата // Вопросы литературы, 2011, № 4
- Комаров С. А., Чижов Н. С. «Ода ветру» И. Ф. Жданова в культурно-исторической перспективе // Сибирский филологический журнал, 2015, № 1.
- Чижов Н. С. Синкретическая основа образного языка поэзии И. Ф. Жданова // Вестник ТюмГУ. Гуманитарные исследования, 2015, № 4.
- Куллэ В. А. Иван Жданов. Приглашение к пониманию // Prosōdia 2017, 7
- Егоров М. Ю. Поэтика и прагматика стихотворения И. Ф. Жданова «Если птица — это тень полета…»: метареалистическое расставание // Верхневолжский филологический вестник, 2018, № 2.
- Комаров С. А., Изотова Я. П., Козлова С. М., Меркулова О. Н., Седакова О. А., Чижов Н. С. Русская поэзия Сибири XX века: Иван Жданов. Вып. 3. Издательство Тюменского государственного университета, Тюмень, 2017.